# ديبورا تشاو
ديبورا تشاو هي كاتبة سيناريو ومخرجة كندية، ولدت في القرن العشرين في تورونتو في كندا.

## وصلات خارجية
- ديبورا تشاو على موقع IMDb (الإنجليزية)
- ديبورا تشاو على موقع ألو سيني (الفرنسية)
- ديبورا تشاو على موقع أول موفي (الإنجليزية)
- ديبورا تشاو على موقع قاعدة بيانات الفيلم (الإنجليزية)
- ديبورا تشاو على موقع كينوبويسك (الروسية)